# Un métier de chien
Un métier de chien est la première histoire de la série Les Aventures d'Attila de Derib (dessin) et Maurice Rosy (scénario). Elle est publiée pour la première fois du no 1531 au no 1551 du journal Spirou. Puis est publiée sous forme d'album en 1969.

## Univers

### Synopsis
Attila est un chien espion de l'armée suisse qui a la particularité de parler et de penser comme un humain. Au cours de son enquête il est surpris au téléphone par le fourrier Bourillon. Pour qu'il ne dévoile pas le secret d'Attila il est engagé comme son maître pour l'accompagner au cours de ses enquête. Au cours de cette première enquête Attila sauve la vie d'un malfaiteur, pour pouvoir intégrer le trio qui a pour projet de voler des dossier top secret de l'armée suisse.

### Personnages
- Attila, chien espion de l'armée suisse.
- Bourillon, fourrier qui devient le maître d'Attila
- Kaktus, chef du trio de méchant.
- Labouf, méchant.
- Lerazé, méchant.
- Colonel de l'armée suisse, supérieur d'Attila qui lui donne ses ordres de mission.

## Publication

### Revues
Cette histoire est publiée pour la première fois du no 1531 au no 1551 de Spirou. Au cours de la publication elle fait la couverture des no 1531 et no 1541 avec des dessins de Derib.

### Album
L'histoire est publiée pour la première fois sous forme d'album broché en 1969 par les éditions Dupuis. En 1986, elle est republiée en album cartonné dans la collection Péchés de jeunesse dont elle est le vingt-troisième tome. En septembre 2010, les éditions Dupuis sortent une intégrale de la série en un album dont l'histoire Un métier de chien.